# Haploglossa gentilis
Haploglossa gentilis – gatunek chrząszcza z rodziny kusakowatych i podrodziny rydzenic. Zamieszkuje Europę.

## Taksonomia
Gatunek ten opisany został po raz pierwszy w 1845 roku przez Johanna Christiana Friedricha Märkela pod nazwą Aleochara gentilis.

## Morfologia
Chrząszcz o wydłużonym ciele długości od 3 do 4 mm. Głowa jest czarna, błyszcząca, niezbyt gęsto punktowana. Czułki są czarne z rdzawoczerwonymi członami pierwszym i ostatnim; środkowe człony są poprzeczne. Głaszczki szczękowe budują cztery człony, z których ostatni jest wrzecionowaty i pozbawiony modyfikacji. Wargę dolną cechuje niewykrojony na szczycie języczek. Przedplecze jest szersze od głowy, poprzeczne, najszersze za środkiem długości i znacznie silniej ku przodowi niż ku tyłowi zwężone, czarne, błyszczące, o drobnych punktach rozstawionych na odległości równe co najmniej dwukrotności ich średnic. Pokrywy są czarne z dużą, czerwoną plamą w kącie przyszwowym, nieraz tak rozległą, że tylko nasada i boczne krawędzie pokryw zachowują czarną barwę tła. Punktowanie na pokrywach jest drobne i gęste. Kolor odnóży jest rdzawoczerwony. Stopy mają wysmukloną formę. Czarny odwłok ma zasadniczo równoległe brzegi boczne, a jego powierzchnia jest przynajmniej na przedzie gęsto punktowana.

## Ekologia i występowanie
Owad ten jest nidikolem i zamieszkuje dziuple w murszejących drzewach liściastych, chętnie w towarzystwie gryzoni i sów.
Gatunek palearktyczny, europejski, znany z Wielkiej Brytanii, Francji, Belgii, Holandii, Niemiec, Szwajcarii, Austrii, Włoch, Danii, Szwecji, Norwegii, Finlandii, Łotwy, Litwy, Polski, Czech, Słowacji, Węgier, Ukrainy i Rumunii. Na „Czerwonej liście gatunków zagrożonych Republiki Czeskiej” umieszczony jest jako gatunek narażony na wymarcie (VU).